# Sección de Béisbol del Real Madrid Club de Fútbol
La Sección de Béisbol del Real Madrid Club de Fútbol fue fundada a comienzos del año 1903 en Madrid bajo la denominación de Madrid Base-ball, al igual que el equipo de foot-ball, siendo uno de los primeros equipos existentes en el panorama nacional. Las escasas publicaciones deportivas de la época hacen difícil saber con exactitud la fecha de fundación de la sección, en la que su existencia se vio publicada por primera vez en varios artículos del diario El Cardo, quien escribió sendas noticias sobre la disputa de un encuentro de base-ball entre estos y la sección de la Sociedad Internacional Foot-Ball Club, nacida días antes.
No se registran mayores noticias hasta que el diario La Voz escribió sendos artículos sobre la disputa de un encuentro de base-ball femenino el 9 de diciembre de 1928 entre la Federación Universitaria Escolar (FEU) y el Real Madrid. El club fue así una de las sociedades deportivas que ayudaron a la labor de propaganda en la capital del base-ball, juego apenas conocido en España en la época.
Es por ello que erróneamente se atribuya al año 1944 como la fecha de fundación de la sección al no existir suficiente información en años anteriores sobre el todavía poco prolífico deporte, y debido a que fue en ese año cuando se retomó en la capital la práctica de este deporte, y también en la sección, tras el paso de la Guerra Civil, fecha en la que comenzó a tener mayor cobertura por la aparición de diarios de mayor alcance o especialización.
Como era signo identificativo en la entidad, el club vestía un uniforme completamente de colo blanco que contrastaba con los detalles de la vestimenta que lucían en una tonalidad oscura. Imitando las equipaciones de los pioneros equipos americanos, en la camisa portaban el nombre del club en sustitución del habitual escudo que se reservó para las gorras y cascos del uniforme.
El equipo madrileño disputaba sus encuentros en diversos campos del paisaje madrileño —incluido el estadio del equipo de fútbol— hasta que se construyó por fin en la capital el 29 de junio de 1963 el Campo de La Elipa —uno de los lugares habituales donde se practicaba este deporte—, siendo uno de los primeros recintos dedicados exclusivamente a la práctica del béisbol tanto en España como en Europa, y el único existente en Madrid. En cuanto a las jornadas de entrenamiento, el club frecuentaba dos escenarios: el Frontón Fiesta Alegre —sede donde jugaban muchas otras disciplinas del club— durante el invierno, y en las instalaciones de la Ciudad Deportiva de la entidad durante el verano.
Como era habitual en sus disciplinas, la sección contaba con un equipo juvenil que le servía para foguear a las jóvenes promesas antes de una posible promoción al primer equipo senior.
A pesar de que permanece extinta en la actualidad es uno de los equipos más laureadas del béisbol español, donde llegó a conquistar un total de catorce Ligas Nacionales de la División de Honor —otrora Campeonato de España— siendo superada únicamente por la sección del F. C. Barcelona desde que en la temporada 2001-02, y ya con la sección madridista clausurada, conquistase su decimoquinto título.

## Historia

### Antecedentes
La sección de béisbol del Real Madrid Club de Fútbol tiene sus orígenes en el año 1903, cuando surge el Madrid Base-Ball, de mismos colores que el equipo de foot-ball, siendo uno de los primeros equipos existentes en el panorama nacional. Las escasas publicaciones deportivas de la época hacen difícil saber con exactitud la fecha de fundación de la sección, en la que su existencia se vio publicada por primera vez en varios artículos del diario El Cardo, quien escribió sendas noticias sobre la disputa de un encuentro de base-ball entre estos y la sección de la Sociedad Internacional Foot-Ball Club, nacida días antes.
El deporte traído de Estados Unidos empezó a arraigar en la cultura madrileña en los primeros años del siglo XX, tras los sucesivos encuentros que se daban lugar en las jornadas dominicales de la capital. El Real Madrid Club de Fútbol, siempre implicado con la expansión del deporte en general en la ciudad, se sumó a los entusiastas jóvenes practicantes del nuevo deporte creando una sección de la modalidad en la década de los años veinte.
Debido a que no existía aún un organismo regulador a nivel nacional en España, tanto el club madridista como el resto de equipos que fueron germinando en todo el panorama nacional se dedicaron a competir en los correspondientes campeonatos regionales, compaginándolos con los habituales encuentros amistosos.

### Las primeras competiciones oficiales
Pese a ello y antes de la oficialización de muchos de esos equipos, el base-ball no acabó de popularizarse y pasó al olvido en los años posteriores. Como muchas otras la sección madridista no tuvo continuidad y desapareció durante ese período, si bien no llegó a nacer oficialmente, y no fue hasta noviembre de 1944 cuando vería la luz de manera oficial.
En esta nueva etapa obtuvo buenas actuaciones en el primer campeonato regional de ese mismo año para salir campeón —título que repitió en varias ocasiones más—, siendo el preludio de su éxito en el nuevo Campeonato de España de Pelota-base organizado por la ya existente, desde el 23 de marzo de 1944, Federación Española. Dicha primera participación no pudo ser mejor, y se proclamó campeón de la competición al vencer en la final a la sección del C. F. Barcelona por cinco entradas a cuatro. Previamente los madrileños se deshicieron del sección del R. C. D. Español por 18-15 a falta de una entrada.
Tras ser el absoluto dominador de Madrid tras conquistar tres campeonatos regionales consecutivos, en la cuarta edición se enfrentó por primera vez a la recientemente creada sección del Atlético de Madrid —entidad rival histórica de los madridistas—. En su primera contienda oficial ganaron los blancos por 13-6 y sirvió para que la sección madridista alzase su cuarto título regional. Por aquella época, ya disputaba encuentros un equipo filial de la sección, medida indispensable que deberían tener posteriormente todos los equipos para poder participar en las primeras categorías del béisbol español.
Su segundo campeonato nacional se produjo en la IV edición del torneo, tras derrotar a la sección rojiblanca, a la que se enfrentó por primera vez en competición nacional en el primer partido de la final. El resultado fue favorable a los blancos por 12-6 y acabaron por conquistar el título tras otra victoria por 10-6.
A estos título siguieron otros seis convirtiéndose en el momento en la institución más laureada del béisbol español, hasta que ya con la sección desaparecida fue superado en el palmarés por el Club Béisbol Viladecans.
En cuanto al campeonato de Liga, o Liga Nacional como se denominó en sus orígenes, no vio la luz hasta el año 1958. Debido a la importancia ya establecida del Campeonato de España y los grandes costes que suponía la nueva competición, desapareció tras apenas cuatro años de existencia en los que el club madrileño conquistó dos títulos. La competición resurgió a comienzos de los años setenta, ya con la sección disuelta, dejando a la sección con un total de diez títulos nacionales y como una de las mejores de la historia del béisbol español.

### El Madrid Béisbol Club
Debido a la escasa repercusión en los medios informativos, se desconoce si el Madrid Béisbol Club fue un club aparte, o una continuación de la sección madridista, ya que algunas fuentes hacen referencia a que así era. Este club o sección se proclamó vencedor del Campeonato de Castilla y del Campeonato de España en 1971 y 1972.

## Organigrama deportivo

### Jugadores
Sus principales jugadores fueron Francisco Amescua García-López, George Young, Roberto López, Cecilio Gandul, el "Gran" Jacinto y sus hijos Rafael y Luis Barrios, Antonio y Alfredo Otero, Braulio García, Rafael González (delegado en los 50), Francisco Amezcúa, Ángel Fernández, Guillermo García, Pablo Vaquero, Manuel Arroyo, Francisco Abada, Félix Sánchez, L- Becerra, C. Barreto, Coco Torres, J. M. Arche, Del Rosario, Martínez de Velasco, Mae Redondo y Jimmy García entre otros. En 1955 se reforzó con J. E. Field y el portorriqueño Gaspar del Río Guerrero.

## Palmarés
- 10 Ligas de División de Honor

1959, 1961, 1962, 1967, 1972, 1973, 1981, 1984, 1988, 1989.
1 Subcampeonato: 1960.
- 8 Campeonato de España

1945, 1948, 1950, 1955, 1959, 1960, 1961, 1963.
4 Subcampeonatos: 1947, 1952, 1958, 1962.
- 11 Campeonatos de Castilla

1944, 1945, 1946, 1947, 1948, 1955, 1956, 1958, 1959, 1962, 1963.
4 Subcampeonatos: 1949, 1950, 1951, 1952.
- 1 Campeonato de España (Segunda categoría)

1957.
- 1 Campeonato de España juvenil

1955.